# Römisch-katholische Kirche in Bhutan
Die römisch-katholische Kirche in Bhutan gehört zur römisch-katholischen Kirche mit dem Primat des Papstes. Bhutan ist Teil des Bistums Darjeeling in Indien. 

## Überblick
Estêvão Cacella und João Cabral, jesuitische Missionare aus Portugal, waren die ersten Europäer in Bhutan. Sie reisten 1627 aus dem indischen Kochi ein und lebten am Hof von Shabdrung Ngawang Namgyel, dem Gründer Bhutans. Nach acht Monaten reisten beide weiter nach Xigazê in Tibet um eine Missionsstation aufzubauen.
Die römisch-katholische Kirche mit geschätzten 1.000 Christen ist – wie auch andere christliche Konfessionen – im Königreich Bhutan, dessen Staatsreligion der Buddhismus ist, nicht offiziell registriert. Die Christen in Bhutan (geschätzt 12.000 bis 60.000) setzen sich vorrangig aus Ausländern und Konvertiten mit buddhistischem oder hinduistischem Hintergrund zusammen und gehören neben der römisch-katholischen Kirche zumeist der Church of North India sowie nicht-traditionellen protestantischen Gemeinschaften an. Missionsaktivitäten sind staatlich untersagt. „Am 24. Mai 2011 erließ die Regierung einen Zusatz zu diesem Gesetz, der eine Anti-Konversions-Klausel beinhaltet. Dies wurde ins Strafgesetzbuch aufgenommen“. Der Bau von Kirchen und öffentliche Gottesdienste werden nicht geduldet. Der letzte offizielle Besuch eines katholischen Bischofs fand 1993 statt. 2011 besuchte der Erzbischof von Guwahati, Thomas Menamparampil, im Geheimen katholische Untergrundgemeinden in Geddu, Tongsa, Bumthang, Mongar, Tashigang, Kanglung und Sandrup Jongkhar sowie Thimphu.